# Mittelbech
Mittelbech ist ein Ortsteil von Steinenbrück in der Stadt Overath im Rheinisch-Bergischen Kreis in Nordrhein-Westfalen, Deutschland.

## Lage und Beschreibung
Der Ortsteil Mittelbech liegt oberhalb der Bundesautobahn 4 an der Kreisstraße 38, die Kreutzhäuschen mit Steinenbrück verbindet. Er ist durch die Buslinie 425 an den öffentlichen Nahverkehr angeschlossen. Orte in der Nähe sind Heidermühle, Großhurden, Oberbech, Unterbech, und Heide.

## Geschichte
Die Topographia Ducatus Montani des Erich Philipp Ploennies, Blatt Amt Steinbach, belegt, dass der Wohnplatz bereits 1715 eine Hofstelle besaß die als Bech beschriftet ist. Carl Friedrich von Wiebeking benennt die Hofschaft auf seiner Charte des Herzogthums Berg 1789 als Bech. Aus ihr geht hervor, dass der Ort zu dieser Zeit Teil der Honschaft Löderich im Kirchspiel Overath war.
Der Ort ist auf der Topographischen Aufnahme der Rheinlande von 1817 als Bech verzeichnet. Die Preußische Uraufnahme von 1845 zeigt den Wohnplatz ebenfalls unter dem Namen Bech. Ab der Preußischen Neuaufnahme von 1892 ist der Ort auf Messtischblättern regelmäßig als Mittelbech verzeichnet.
1822 lebten 15 Menschen im als Hof kategorisierten und Bech bezeichneten Ort, der nach dem Zusammenbruch der napoleonischen Administration und deren Ablösung zur Bürgermeisterei Overath im Kreis Mülheim am Rhein gehörte. Für das Jahr 1830 werden für den als Bech bezeichneten Ort 19 Einwohner angegeben. Der 1845 laut der Uebersicht des Regierungs-Bezirks Cöln als Hof kategorisierte und als Mittelbech bezeichnete Ort besaß zu dieser Zeit fünf Wohngebäude mit 21 Einwohnern, alle katholischen Bekenntnisses.
Die Liste Einwohner und Viehstand von 1848 nennt für Mittelbech neun Personen. Dazu zählen der Ackerer Peter Hasberg, dem 1 Ochse, 1 Kuh und 1 Rind zugerechnet werden, sowie der Taglöhner  Jacob Barg, Besitzer von 1 Kuh. Die dreiköpfige Familie des Ackerers und Wittibs Wilhelm Becher besitzt der Liste zufolge kein Vieh. Bei dem Namen des Taglöhners Johann Sommerheuser ist vermerkt: hat sich noch auszuweisen.
Die Gemeinde- und Gutbezirksstatistik der Rheinprovinz führt Mittelbech 1871 mit sieben Wohnhäusern und 38 Einwohnern auf.
Im Gemeindelexikon für die Provinz Rheinland von 1888 werden für Mittelbech sechs Wohnhäuser mit 25 Einwohnern angegeben. 1895 besitzt der Ort fünf Wohnhäuser mit 20 Einwohnern, 1905 werden fünf Wohnhäuser und 26 Einwohner angegeben.
Auf der Grube Achenbach wurden im 19. Jahrhundert Buntmetallerze abgebaut.

## Schule
Anfang des 19. Jahrhunderts wurde in Mittelbech eine Volksschule gegründet, eine Nebenschule der Hauptschule Overath. Die Schulchronik berichtet ausführlich über den ersten Lehrer dort: Johann Peter Schönenborn. Der war bis 1835 für den gesamten Schuldistrikt Löderich zuständig. Das Schulzimmer in Mittelbech befand sich im Haus Schönenborns. Da er gelämt war und auf Krücken ging, bekam er den Spitznamen Kröckenpitter. Die Krücken als Rute dienten ihm als drastisches Mittel, die Ordnung im Klassenzimmer aufrechtzuerhalten. Seine Erziehungsmethoden gingen der Schulaufsichtsbehörde unter der Leitung von Pfarrer Schmidt in Overath zu weit, weshalb Schönenborn 1824 einen Reichstaler Strafe zahlen musste, weil er, wie die Behörde befand, dergleichen ungebührliche Züchtigungen sich bereits mehrere Male hat zu Schulden kommen lassen.